# Szosznogorszk
Szosznogorszk (oroszul: Сосногорск) város Oroszországban, Komiföldön, az azonos nevű önkormányzati járás székhelye.
Lakossága: 27 757 fő (a 2010. évi népszámláláskor).
Korábbi neve Izsma (1957-ig). Mai neve a területet borító fenyőfaj nevéből származik (az orosz szoszna jelentése 'erdeifenyő').

## Fekvése
A Tyiman-hátság déli lejtőinél, Komiföld központi részén, Sziktivkartól 345 km-re északkeletre, az Izsma bal partján fekszik. A folyó fenyvesekkel benőtt magas partjára épült, az Uhta folyó torkolatánál. A 15 km-re fekvő Uhta „bolygóvárosa”.
Vasútállomás a Komiföldet délnyugat–északkeleti irányban átszelő Kotlasz–Vorkuta vasúti fővonalon. Környékén, a Szosznogorszki járásban találhatók Komiföld legnagyobb kőolaj- és földgázmezői.

## Története
1939-ben alapították, 1944-ben munkástelepülés (rabocsij poszjolok) besorolást kapott, 1955-ben nyilvánították várossá.
1937-ben döntés született egy észak-pecsorai vasúti fővonal megépítéséről Konosa–Kotlasz–Vorkuta útvonalon. Ennek alapján kezdték el 1939-ben Izsma vasútállomás építését, mely 1942-ben a pecsorai vasúti részleg központja lett. A vasutastelep közelében 1945 végén kezdték építeni Szosznovka települést, az északi vidékek földgázfeldolgozó központját. Tíz évvel később a két település egyesítésével alapították Izsma várost, melynek nevét 1957-ben Szosznogorszkra változtatták. 1979-ben az Uhtai járás egy részéből létrehozott Szosznogorszki járás központja lett.

## Népesség
- 1959-ben 15 799 lakosa volt.
- 1979-ben 27 021 lakosa volt.
- 1989-ben 30 439 lakosa volt.
- 2002-ben 29 587 lakosa volt.
- 2010-ben 27 757 lakosa volt, melynek 83,1%-a orosz, 7,7%-a komi, 3,9%-a ukrán és 1,1%-a fehérorosz.

## Gazdasága
Gazdasági életének alapja a vasút és a földgázfeldolgozó kombinát. Itt van az Északi Vasútvonal komiföldi részének egyik központja.
A földgázfeldolgozó kombinátot az 1940-es évek közepétől építették fel, eredetileg főként ipari korom előállítását szolgálta. A Gazprom-hoz tartozó kombináton jelentős korszerűsítési munkákat végeztek, illetve végeznek, hogy megfeleljen az újabb igényeknek. 
Fontos része a város és Komiföld energetikai iparának a hatalmas hőrőmű. Építése 1955-ben kezdődött, első egysége 1960-ban adott áramot. 1978-ra Komiföld számos járását ez az erőmű látta el villamos energiával.